# Церковь Святого Вацлава (Острава)
Церковь святого Вацлава (чеш. Kostel svatého Václava) — католический храм, находящийся в городе Острава, Чехия. Является одним из старейших и важнейших культурно-исторических зданий Остравы.

## История
Церковь Святого Вацлава была построена в конце XIII века на фундаменте предыдущего храма романского стиля. Самое раннее упоминание о церкви Святого Вацлава датируется 1297 годом. Строительство храма было связано с основанием самого города Острава. Современный храм построен в готическом стиле. Существует предание, что предыдущий храм был построен на языческом капище и в нём служили святые Кирилл и Мефодий.
Церковь неоднократно подвергалась пожарам, но никогда не сгорала полностью, потому что была построена из каменных материалов.
Современный храм был расширен в XVI веке. В 1539 году оригинальный потолок был заменён кирпичным сводом. В 1603 году к храму добавили галерею. В эпоху Ренессанса были добавлены колонны с коринфскими капителями, арочные своды. Во времена барокко к храму была пристроена центральная часовня с тремя апсидами.
В XIX веке храм был перестроен в стиле классицизма с потерей элементов готики. В 1803 году была снесена готическая северная ризница. В 1839 году деревянная крыша была заменена на жестяную. В 1893—1898 годах к храму добавили готические элементы.
В 1997 году начался капитальный ремонт храма, который закончился в 2004 году.
В 1998 году в подвале церкви нашли останки человека, грудь которого была придавлена гранитной плитой, а во рту находились три монеты.
Сегодня возле церкви Святого Вацлава находится администрация епархии Остравы-Опавы.